# Auguste Forel
Auguste-Henri Forel (Morges, 1 september 1848 – Yvorne, 27 juli 1931) was een Zwitsers sociaal hervormer, pacifist, entomoloog, neuroloog en psychiater. Hij is bekend geworden door zijn inspanningen voor geheelonthouding en geldt als vader van de Zwitserse psychiatrie.

## Leven en werk
Forel werd geboren op het landgoed La Gracieuse in de gemeente Morges. Al op jonge leeftijd was hij geïnteresseerd in insecten, in het bijzonder in mieren. Hoewel hij koos voor een carrière als arts, bleef zijn interesse altijd bestaan en heeft hij ruim 250 publicaties over insecten op zijn naam. Voor zijn onderzoek nam hij deel aan diverse expedities, onder andere naar Zuid-Amerika en Afrika. Zijn entomologisch werk is altijd goed ontvangen, onder andere door Charles Darwin.
Na zijn studie geneeskunde werd hij in München assistent van professor Bernhard von Gudden. Hij richtte zich op het onderzoek naar bepaalde hersengebieden en leverde hiertoe een forse bijdrage aan de ontwikkeling van de microtoom. Een deel van de hypothalamus werd naar hem de campus foreli genoemd. Hij beschreef als eerste de gehoorzenuw. Ook de ontdekking van het neuron wordt wel aan Forel toegeschreven, hoewel hij deze eer met twee andere onderzoekers moet delen.
In 1879 werd Forel de opvolger van Eduard Hitzig als directeur van de psychiatrische kliniek Burghölzli in Zürich. Hier maakte hij zich sterk voor een menselijkere behandeling van patiënten. Hij paste hypnose toe en voerde arbeidstherapie in, voor die tijd een revolutionaire benadering. Hij hield meer dan in het verleden rekening met het psychisch welzijn van patiënten. Zijn publicaties hierover hebben tot op zekere hoogte ook het werk van Sigmund Freud beïnvloed, hoewel Forel later weinig van Freuds ideeën wilde weten. Voor het welzijn van patiënt en maatschappij liet hij soms gedwongen castraties en sterilisaties uitvoeren, wat in die tijd op meer instemming kon rekenen dan tegenwoordig. Omdat Forel geloofde dat de ziel en de hersenen onlosmakelijk met elkaar waren verbonden, kwam hij enige malen in conflict met de Rooms-Katholieke Kerk. In 1898 werd hij in Burghölzli opgevolgd door zijn voormalige student Eugen Bleuler.
Forel maakte zich niet alleen sterk voor zijn patiënten, maar hield zich ook bezig met maatschappelijke hervormingen. Hij had veel alcoholisten als patiënt en mede daardoor was hij actief in de Zwitserse abstinentiebeweging. De Zwitserse feministe Hedwig Bleuler-Waser, die tevens echtgenote was van zijn opvolger Eugen Bleuler, zou zich zo ook inzetten in deze beweging door toedoen van Forel, die zelf geheelonthouder was. In 1905 publiceerde hij Die sexuelle Frage. Hierin beschreef hij de seksuele problemen die hij in de praktijk had waargenomen. Door het doorbreken van taboes en de gelijke behandeling van vrouwen hoopte hij het 'seksuele probleem' op te lossen. Homoseksualiteit beschreef hij als een ziekte en de lijders eraan gaf hij de raad om hun geaardheid voor de buitenwereld te verbergen.

#### Pacifisme
In 1916 werd August Forel formeel socialist. Hij publiceerde artikelen die de wereldvrede moesten bevorderen en bekeerde zich in 1920 tot het Baha'i geloof. Auguste Forel werd ook lid van de Esperanto-beweging.

#### Eugenetika
Hij stelde maatregelen voor om de 'roofdierennatuur' van de mens te bestrijden, waaronder prenatale diagnose en de eugenetische maatregelen die hij in Burghölzli had toegepast. Verder publiceerde hij voorstellen om het gevangeniswezen te verbeteren.
De hoogste onderscheiding van de internationale matigingsbeweging IOGT is de Auguste Forel-medaille. Van 1906 tot 1919 was Forel voorzitter van de IOGT.
Zijn zoon Oscar Forel (1891-1982) was ook een bekende psychiater, die in zijn privékliniek in Prangins vele prominenten behandelde, onder meer met hypnotherapie.

## Publicaties
- Les Fourmis de la Suisse, Systématique, notices anatomiques et physiologiques, architecture, distribution géographique, nouvelles expériences et observations de moeurs. Bale, Genève, Lyon, H. Georg (1874).
- Ameisen aus Sumatra, Java, Malacca und Ceylon. Gesammelt v. Prof. Dr. V. Buttel Reepen in den Jahren 1911-1912. Zool. Jahrd. Jena Abt. F. Syst. 36: 1-148 (1913).
- Fourmis de Rhodesia, etc. Recoltees par M. Arnold, le Dr. H. Brauns et K. Fikendey. Annales de la Societe Entomologique de Belgique. 57: 108-147 (1913).
- Het Sexueele Vraagstuk (Ned. vertaling), Uitg. N.V. Gebr. Graauw's Uitgevers-Maatschappij, Amsterdam, 1928.
- Le monde social des fourmis du globe comparé à celui de l’homme. Genève, Kundig, 1921-1923, 5 volumes (1921-1923).

- Base de données des élites suisses: 66670
- Bibsys: 90796381
- Biblioteca Nacional de España: XX1272793
- Bibliothèque nationale de France: cb121860492 (data)
- Catàleg d'autoritats de noms i títols de Catalunya: 981058510263406706
- CiNii: DA10523333
- Digitale Bibliotheek voor de Nederlandse Letteren: fore028
- Gemeinsame Normdatei: 118534327
- Historisch woordenboek van Zwitserland: 014365
- International Standard Name Identifier: 0000 0001 2120 2216
- Library of Congress Control Number: n83218821
- Nationale Bibliotheek van Letland: 000148399
- Bibliotheek van het Japanse parlement: 00517831
- Nationale Bibliotheek van Tsjechië: nlk20000085655
- Nationale bibliotheek van Australië: 35779990
- Nationale Bibliotheek van Israël: 987007261226205171
- Nationale Bibliotheek van Polen: a0000002773430
- Nationale en Universitaire bibliotheek Zagreb: 000097701
- Nederlandse Thesaurus van Auteursnamen: 069597014
- Istituto Centrale per il Catalogo Unico: LO1V088066
- LIBRIS: 252975
- SNAC: w6gq93qg
- Système universitaire de documentation: 030448379
- Trove: 1083804
- Virtual International Authority File: 9892282
- WorldCat: E39PBJp67mVkq4vwXfMptGvvHC